# إلياس ديب
إلياس ديب كاتب وفنان تشكيلي، ويُعد أحد أهم التشكيليين من رواد نهضة الفنون البصرية الذي عمل على الارتقاء بها

## النشأة والتعليم
ولد ديب عام 1945، ونال شهادة الدكتوراه عام 2003 في العلوم البصرية والفنون من جامعة السوربون بباريس. وقبلها شهادتي الماجستير والبكالوريوس من الجامعة نفسها. وكان قد حصل على الدبلوم من المعهد الوطني للفنون الجميلة في الجامعة اللبنانية ببيروت مطلع السبعينات.
منذ عام 1994 عمل مدرسا في معهد الفنون بالجامعة الأميركية وأدار العديد من ورش العمل في فن الأيقونوغرافيا. كما عمل ديب على إنجاز التصميمات الأساسية لعدد من المجلات العربية وكانت له شخصيته المميزة في ذلك المجال الحيوي.
وهو حائز دكتوراه في الفنون وعلوم الفن من جامعة باريس الأولى السوربون وشهادات أخرى في المجال الفني. درّس في معهد الدكتوراه (أبحاث وإدارة أطروحات) والفنون في الجامعة اللبنانية (طبيعة ميتة، موديل حي، ميتولوجيا، تاريخ الفن، نقد الفن، نظريات فنية وتطبيقية) من 1994 إلى 1998، ومن 2004 إلى 2010. شارك الراحل أيضاً في تنظيم ورش عمل للفنون البصرية في فرنسا وتونس وأدار ورش عمل في فن الإيقونوغرافيا في ألمانيا وفرنسا وبلجيكا، وفي إعداد أساتذة في الفنون البصرية في دبي. له سلسلة من الكتب حول الفنون النظرية والتطبيقية، فضلاً عن كتاب الأداة السحرية: قراءات في كف جبران، حلل فيه لوحة لجبران خليل جبران وهو صادر باللغتين العربية والفرنسية. أمّا آخر كتبه فكان بعنوان «طاحونة الصدى» الذي يحتوي على مجموعة قصائد. كذلك، له معارض خاصة وشارك في معارض جماعية في فرنسا، الولايات المتحدة الأميركية، ألمانيا، هولندا، سويسرا، الأرجنتين، مصر، العراق، تونس، الكويت، البحرين، الإمارات العربية المتحدة بالاضافــــة إلى لبنان.

## مؤلفاته
“الأداة السحرية: قراءات في كف جبران” عنوان الكتاب الذي ألّفه ديب من أجل تحليل الأعمال الفنية للشاعر والناثر اللبناني ـ العالمي جبران خليل جبران. بالنسبة إلى ديب فإن ذلك الكتاب يمثل إنجازا مهما من جهة المساحة الحرة التي وجدها من خلاله لتطبيق نظرياته في العلاقة العضوية بين الأدب والفن. وهي علاقة تتخطى التقنيات والمواد لتصل إلى حدود التأمل الفلسفي.
اما “طاحونة الصدى: نصوص عفوية ورسوم من سفر العجائب” فهو كتابه الأخير الذي أصدره عام 2012. ذلك كتاب فريد من نوعه لما تضمنه من محاولة للعب مع الموت رسما وكتابة. لقد كتبه بعد إصابته بالمرض الذي سلمه إلى الموت. كتب شعرا تجريبيا. قصيدة طويلة لا يريد لها أن تنتهي من أجل أن يتأخر الموت. قاوم ديب المرض بالرسم فكان كمَن يسلي الألم ليلهيه عن مهمته. كانت الفوضى تطبق عليه من كل الجهات وكان يثق بما لديه من أسلحة.
كانت الكتابة عفوية والرسوم تحضر بشكل تلقائي. غير أن الفنان كان مصرا على التقاط الخلاصات. في كل صفحة يشعر المرء أن هناك مَن يتقدمه في القراءة والنظر حاملا ناقوس الوقت. لم يكن ديب غافلا عما يحدث في أعماق جسده غير أنه في الوقت نفسه كان يزداد رغبة في تأمل عالمه الخارجي بأسلوب فلسفي.
لم يكن ديب رومانسيا في تأملاته ولا غنائيا في رسومه. كان بحثه عن الانسجام الكوني يتم بطرق أقرب ما تكون إلى الهندسة. كان ديب الذي أقام معارضه الشخصية بين فرنسا ولبنان مهندس مرئيات.

## فلسفته
يقول ديب “هناك مجموعة من اللوحات مستوحاة من عالم الشطرنج تؤكد موقفي اتجاه الحرب وقد حاولت فيها إلغاء مفهوم الحرب وتحويل الصراع إلى معاناة داخلية داخل عنصر ـ الذات الذي يتحمل كافة أعباء اللعبة دون أن يكون شريكا فيها. وأركز في ذلك على الإنسان اللبناني الذي هزمته الحرب من خلال وقوعه في شرك قدرها”. ورد ذلك في كتاب فيصل سلطان “كتابات مستعادة من ذاكرة فنون بيروت”.
سحرته لعبة الشطرنج وخصها بالكثير من بحوثه النظرية. ما القصة؟ كان ديب يملك عينا قادرة على مراقبة الحركة داخل مكان ثابت. كان يتحرك ضمن إيقاع مؤطر غير قابل للمفاجآت. تلك ميزته التي جعلته قريبا من العقل بعيدا عن العاطفة. وهو ما انعكس في فنه الذي كان مرآة لأفكاره. فهو ليس رسام وقائع كما أنه لا ينسج على غرار المرئيات.
وهو إذ يلجأ إلى رقعة الشطرنج فلأنه يرغب في تبسيط الأشكال من غير التخلي عن الإشارة إلى رمزية ما تنطوي عليه الحركة، أي حركة من تعقيدات ستكون في ما بعد عنصر إثارة للأسئلة.
ديب ورقعة شطرنجه كانا ظاهرة في الرسم الحديث في لبنان. قال عنه أحد النقاد “اشتغل على الحركة التي لا تهدأ ودخل إلى نبضها فصال وجال ولعب على التناقضات ونجح في تدجينها وترويضها”.
جرّب ديب أن يرسم كمَن يلعب الشطرنج. ليست الوقائع هي الأساس بل الخيال الذي في إمكانه أن ينسف كل الوقائع. كان في إمكانه أن يكون قريبا إلى الهولندي بيت موندريان غير أنه تفادى ذلك المصير البائس فصار يقترب شيئا فشيئا من الروسي فاسيلي كاندنسكي. ولكنه لم يكن يهوى الارتجال إلا في ما ندر.